# 平均修復時間
平均修復時間（へいきんしゅうふくじかん）とは、あるシステムに障害が発生してから修復が完了するまでの時間の平均値のこと。平均復旧時間（へいきんふっきゅうじかん）とも言い、英語のmean time to recoveryからMTTRと略される。
また、故障したものを修理して回復するまでの時間として平均修理時間（Mean Time To Repair）とも言われる。機器が修理のしやすさを考慮した設計がされているか、修理のために事前に体制が整った準備がされているか、修理する技術者の能力などの指標とも言える。
修理時間の合計を障害の回数で除して求められる。この値が小さいほど、障害が発生してから復旧するまでの時間、つまりシステムがダウンしている時間が短いということであり、それだけ可用性が高いシステムということになる。
平均故障間隔（MTBF）が安定した稼働時間の指標なのに対して、MTTRは故障に対処する即応性の指標とも言える。

## 定義
平均修復時間MTTRは、修復時間の密度関数を {\displaystyle m(t)} とすると、
{\displaystyle {\rm {MTTR}}=\int _{0}^{\infty }t\cdot m(t)\,dt}
で与えられる。とくに修復時間が指数分布
{\displaystyle m(t)=1-e^{-\mu t}}
に従う場合は
{\displaystyle {\rm {MTTR}}={\frac {1}{\mu }}}
となる。